# Marquesado de Peñafuente
El marquesado de Peñafuente es un título nobiliario español creado el 9 de febrero de 1706 por el rey Felipe V a favor de Francisco Enríquez y Dávalos.
Su denominación hace referencia a la localidad de Peñafuente, integrada en el concejo de Grandas de Salime, Principado de Asturias.

## Marqueses de Peñafuente
|                       | Titular                                                                 | Periodo               |
| Creación por Felipe V | Creación por Felipe V                                                   | Creación por Felipe V |
| --------------------- | ----------------------------------------------------------------------- | --------------------- |
| I                     | Francisco Enríquez y Dávalos                                            | 1706-¿?               |
| II                    | Francisco Enríquez de Tapia y Dávalos                                   | ¿?-1727               |
| III                   | María Josefa Enríquez Dávalos                                           | 1727-¿?               |
| IV                    | Josefa Crespí de Valldaura y Aguilera                                   | ¿?-1803               |
| V                     | Vicente María de Vera de Aragón Ladrón de Guevara y Enríquez de Navarra | 1803-1813             |
| VI                    | María Manuela de Vera de Aragón y Nin de Zatrillas                      | 1813-1830             |
| VI                    | Serapio del Alcázar y Vera de Aragón                                    | 1830-1880             |
| VII                   | Diego del Alcázar Guzmán y Vera de Aragón                               | 1880-1940             |
| VIII                  | Diego del Alcázar y Roca de Togores                                     | 1940-1964             |
| IX                    | Diego del Alcázar y Caro                                                | 1965-1994             |
| X                     | Jaime del Alcázar y Silvela                                             | 1996-actual titular   |

## Marqueses de Peñafuerte

Escudo de Grandas de Salime, a cuyo concejo pertenece Peñafuente

- Francisco Enríquez y Dávalos  I marqués de Peñafuente (n. Corella, 1 de agosto de 1630),[2][3] caballero de Santiago en 1671, veedor general del ejército en Flandes  y miembro del consejo de guerra.[4]

Casó con María Clara de Tapia. Le sucedió su hijo:
- Francisco Enríquez de Tapia y Dávalos (n. Madrid, 20 de diciembre de 1664-c. 1727), II marqués de Peñafuente, caballero de Santiago,[4]

Casó en 1602 con Manuela Francisca Antonia del Solar y de la Quadra (n. Bruselas, 20 de diciembre de 1695). Le sucedió su hija:
- María Josefa Enríquez Dávalos (n. en 1695), III marquesa de Peñafuente.[6].

Casó en primeras nupcias con Tomás de Aguilera de los Ríos, señor de Fuentillezgo. Contrajo un segundo matrimonio con Vicente Javier Félix de Vera de Aragón y Ladrón de Guevara, VI conde de la Roca. Le sucedió su nieta, hija de Manuela de Aguilera y Enríquez de los Ríos y de Vicente Crespí de Valldaura y Hurtado de Mendoza.
- Josefa Crespí de Valldaura y Aguilera (m. Madrid, 3 de abril de 1803), IV marquesa de Peñafuente[8] y dama de la Orden de María Luisa en 4 de octubre de 1802.

Casó con Fernando de Sada y Bermúdez de Castro (1732-1806), III marqués de Campo Real, V conde de Cobatillas, barón de San Juan del Castillo. Sin descendencia, le sucedió su primo hermano, hijo de la III marquesa y medio hermano de su madre:
- Vicente María de Vera de Aragón Ladrón de Guevara y Enríquez de Navarra Mérida, 2 de julio de 1731-Madrid, 5 de abril de 1813),[10] V marqués de Peñafuente, II conde del Sacro Romano Imperio, I duque de la Roca, VII conde de la Roca (elevado a ducado).

Casó el 10 de diciembre de 1747 con Francisca Bejarano del Águila, IX marquesa de Villaviciosa, marquesa de Sofraga, condesa de Requena, condesa de Montalbo y vizcondesa de Monterrubio. Sus dos hijos fallecieron antes que él: el primogénito, Manuel María, el 8 de marzo de 1800 y el segundo, Vicente Javier de Vera de Aragón, conde de Requena, el 5 de noviembre de 1800. Le sucedió su nieta, hija de Vicente Javier y de su esposa María Ana Nin de Zatrillas y Sotomayor, VII duquesa de Sotomayor.
- María Manuela de Vera de Aragón y Nin de Zatrillas (Madrid, 19 de diciembre de 1799-Málaga, 9 de diciembre de 1839),[12] VI marquesa de Peñafuente (por cesión temporal).[13][a]

Casó en 1816 con Francisco de Paula Fernández de Córdoba y Pacheco, XIV marqués de Bacares. Le sucedió su sobrino debido a que la madre de este, María Teresa de Vera de Aragón y Nin de Zatrillas (1798-1855), V condesa del Sacro Romano Imperio, II duquesa de la Roca, marquesa de los Arcos, de Coquilla, de Sofraga, marquesa de Villaviciosa, condesa de Requena y de Montalbo, casada con Juan Gualberto del Alcázar y Venero Bustamante, VI marqués del Valle de la Paloma, renunció y cedió el título a su hijo.
- Serapio del Alcázar y Vera de Aragón (Madrid, 14 de noviembre de 1821-Madrid, 5 de mayo de 1880), VI marqués de Peñafuente,[13][14] X conde de Crecente, caballero de la Orden de Alcántara, teniente coronel de artillería y gentilhombre de cámara con ejercicio.[13]

Casó el 16 de marzo de 1847, en la iglesia de San Ginés en Madrid, con María del Carmen de Guzmán y Caballero (1820-1882), XI condesa de Villamediana. Le sucedió su hijo:
- Diego del Alcázar Guzmán y Vera de Aragón (1849-1940), VII marqués de Peñafuente,[13][14]  XII conde de Villamediana,[13] V conde de los Acevedos,[13] VI conde del Sacro Romano Imperio, II vizconde de Tuy (por rehabilitación a su favor en 1921) y gentilhombre de cámara con ejercicio del rey Alfonso XIII.[13]

Casó el 25 de mayo de 1876, en París, con María del Carmen Roca de Togores y Aguirre-Solarte. Le sucedió su hijo:
- Diego del Alcázar y Roca de Togores (Madrid, 18 de septiembre de 1882-31 de julio de 1966), VIII marqués de Peñafuente,[14][16][13] XIII conde de Villamediana,[13] VIII conde del Sacro Romano Imperio,  XIV conde de Añover de Tormes y caballero de la Orden de Santiago.[13]

Casó el 15 de junio de 1922 con su prima María de la Piedad Caro y Martínez de Irujo, I duquesa de Santo Buono y VIII marquesa de la Romana. Le sucedió su hijo:
- Diego del Alcázar y Caro (Madrid, 7 de octubre de 1922-28 de octubre de 1994), IX marqués de Peñafuente,[16][13] XIV conde de Villamediana,[13] IX marqués de la Romana,[13] XV conde de Añover de Tormes,[16] VII conde del Sacro Romano Imperio.[13]

Casó el 26 de noviembre de 1949, en la iglesia de san Jerónimo el Real, en Madrid, con María Teresa Silvela y Jiménez-Arenas (1925-1991) Le sucedió su hijo:
- Jaime del Alcázar y Silvela (n. 4 de julio de 1954), X marqués de Peñafuente.[13][17]

Casó con Virginia Drake Escribano, hija de Emilio Drake y Canela, XV marqués de Eguaras, padres de Carlos y Virginia del Alcázar Drake.